# Фигура (рассказ)
«Фигура» — рассказ Николая Лескова. Впервые напечатан в 1889 году в журнале «Труд». В письме к Льву Николаевичу Толстому Лесков уверял, что герой взят из реальной жизни: его прототипом был основатель украинского штундизма.
Герой рассказа — дворянин Фигура (Вигура), владелец небольшой усадьбы в киевском предместье Куренёвка, который живёт простой жизнью, сам возделывает свой огород, выращивает овощи и продаёт их на Подоле, на Житнем базаре.
Живёт Фигура с молодой хохлушкой Настей и её трёхлетней дочерью. И никто из них троих не употребляет в пищу «ни мяса, ни рыб — словом, ничего, имеющего сознание жизни».
Отказ от употребления в пищу мяса Фигура унаследовал от своей «чудесной матери», которая «до того была милостива, что никого не могла огорчить, ни человека, ни животного, — даже ни мяса, ни рыбы не кушала, из сожаления к животным».
Фигура стал первым персонажем русской литературы, который изображается вегетарианцем.